# Elephunk
Elephunk är Black Eyed Peas tredje studioalbum, utgivet den 24 juni 2003. Gruppen slog igenom med låten Where Is the Love?.

## Låtförteckning
1. "Hands Up" – 3:35
2. "Labor Day (It's a Holiday)" – 3:58
3. "Let's Get It Started" – 3:35
4. "Hey Mama" – 3:34
5. "Shut Up" – 4:56
6. "Smells Like Funk" – 5:04
7. "Latin Girls" – 6:17
8. "Sexy" – 4:43
9. "Fly Away" – 3:35
10. "The Boogie That Be" – 5:12
11. "The Apl Song" – 2:54
12. "Anxiety" – 3:38
13. "Where Is the Love?" – 4:32